# Petra Martínez

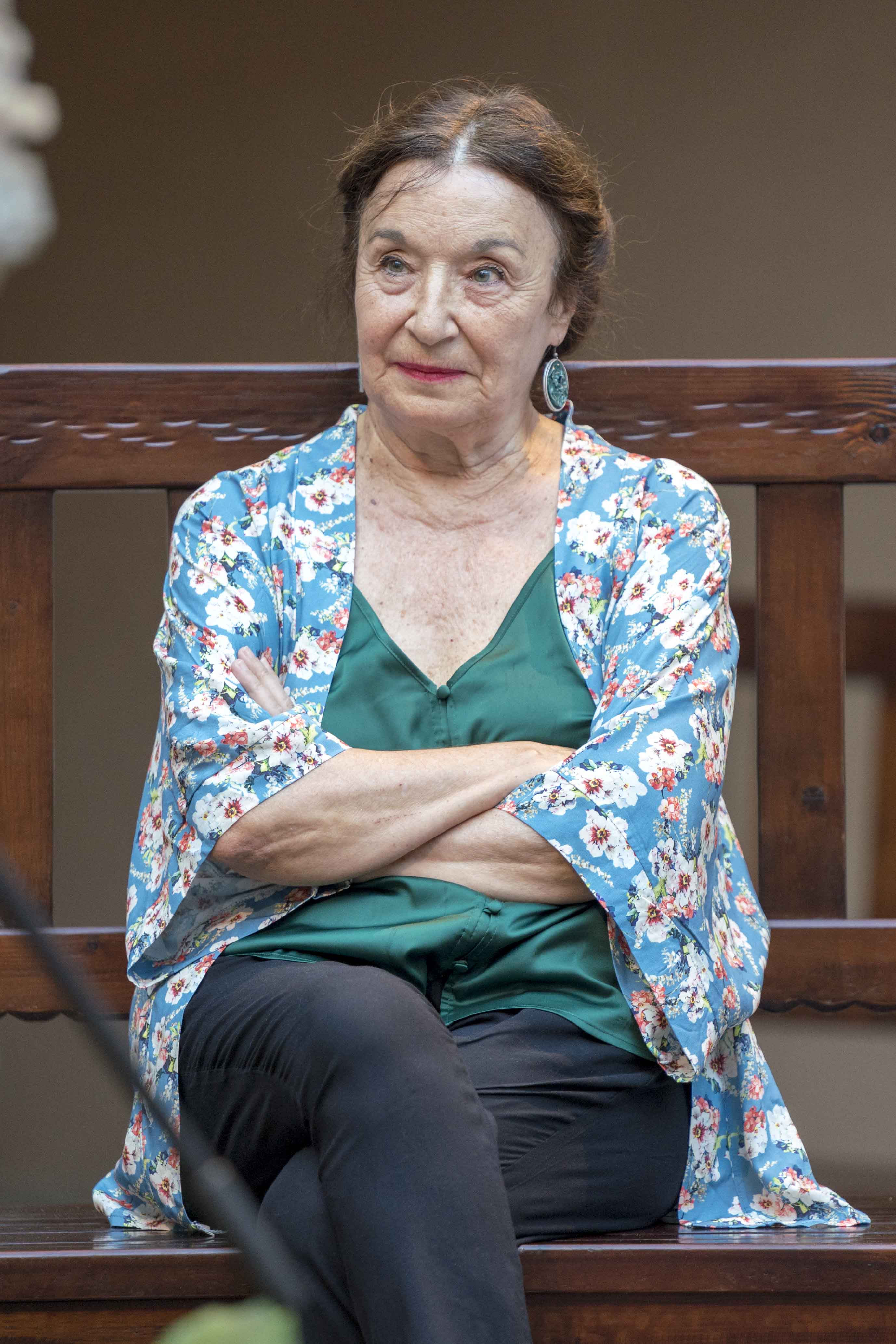
Petra Martínez, 2018

Petra Martínez Pérez (* 24. Juni 1944 in Linares) ist eine spanische Schauspielerin mit einer längjährigen Karriere auf der Theaterbühne, im Kinofilm und im Fernsehen.

## Leben und Karriere
Ihr Vater hatte während des Spanischen Bürgerkriegs auf der Seite der Republikaner gekämpft und wurde in Bilbao inhaftiert. Danach wurde er an ihren Geburtsort Linares verbannt. Als sie drei Jahre alt war, zog die Familie nach Madrid. Mit 16 Jahren reiste sie nach London. Nach ihrer Rückkehr trat sie dem Teatro Estudio de Madrid (TEM) bei, wo sie von William Layton unterrichtet wurde. Dort lernte sie Juan Margallo kennen, ihren künstlerischen und persönlichen Lebenspartner.
Das erste Stück, an dem sie mitwirkte, war Noche de reyes unter der Regie von William Layton. Sie schloss sich der freien Theatergruppe Tábano an und trat unter anderem in dem Stück Castañuela 70 auf, das unter den damaligen Bedingungen der Diktatur einen Skandal auslöste. Nachdem Tábano von der Zensur verboten worden waren, mussten sie ins Exil gehen. In den 1970er Jahren tourten sie durch weite Teile Europas und Amerikas. Neben der Teilnahme an einigen bedeutenden internationalen Theaterfestivals, beispielsweise im französischen Nancy und im kolumbianischen Manizales, traten sie in Fabriken, Kulturzentren und von Exilanten betriebenen Sozialeinrichtungen auf. Nach Spanien zurückgekehrt, führten sie El retablo del flautista von Jordi Teixidor auf. Dieses Stück wurde wiederum verboten, so dass sie erneut auf Tournee gingen, unter anderem nach Frankreich und Deutschland.
Nach der Inszenierung von Los últimos años de soledad de Robinsón Crusoe und der Auflösung von Tábano beteiligte sie sich an den Theatergruppen El Palo, El Búho und El Gayo Vallecano. Mit letzterer inszenierte sie Ejercicio para equilibristas von Luis Matilla, produziert vom Centro Dramático Nacional.
Im Jahr 1985 gründete sie zusammen mit Juan Margallo das Ensemble Uroc Teatro. Das Ensemble, das auf der iberischen Halbinsel und in weiten Teilen Europas und Lateinamerikas auf Tournee war, inszenierte unter anderem Uraufführungen folgender Stücke: La mujer burbuja (1988), Para-lelos (1992), Reservado el derecho de admisión (1993) und Clasycos (1998). Bei Objetos perdidos (2003) führte sie Regie.
Zu den herausragenden Titeln ihrer Kino-Karriere gehören La mala educación (2004), La noche de los girasoles (2006) und La soledad (2008) von Jaime Rosales. Letzterer wurde bei der 22. Goya-Verleihung ausgezeichnet. Ihr jüngster Film, La vida era eso, setzt sich mit dem Altern und dem erotischen Begehren im Alter auseinander.
Zu ihren Fernseh-Produktionen gehören: Teatro de siempre (1966), Cuentopos (1975), Estudio 1 (1976), Barrio Sésamo (1979–1980), Brigada Central (1989), Ana y los 7 (2002), Herederos (2007–2009) zusammen mit Concha Velasco und Álvaro de Luna, La que se avecina (seit 2014) und Sé quién eres (2017). In der achten Staffel der Fernsehserie La que se avecina spielt sie die Rolle der Fina Palomares.
Aus ihrer Ehe mit Juan Margallo hat sie einen Sohn und eine Tochter, die Schauspielerin und Theaterregisseurin Olga Margallo.

## Werk

### Kinofilm
| Jahr | Titel                         | Regie                      |
| ---- | ----------------------------- | -------------------------- |
| 2023 | Cerrar los ojos               | Víctor Erice               |
| 2021 | La vida era eso               | David Martín de los Santos |
| 2018 | Petra                         | Jaime Rosales              |
| 2015 | Las ovejas no pierden el tren | Álvaro Fernández Armero    |
| 2015 | Palmeras en la nieve          | Fernando González Molina   |
| 2011 | Mientras duermes              | Jaume Balagueró            |
| 2011 | Libre directo                 | Fernando Trullols          |
| 2011 | El barco pirata               | Fernando Trullols          |
| 2010 | Que se mueran los feos        | Nacho G. Velilla           |
| 2010 | Zumo de limón                 | Jorge Muriel Miguel Romero |
| 2009 | Nacidas para sufrir           | Miguel Albaladejo          |
| 2007 | La soledad                    | Jaime Rosales              |
| 2006 | La noche de los girasoles     | Jorge Sánchez-Cabezudo     |
| 2006 | Locos por el sexo             | Javier Rebollo             |
| 2004 | La mala educación             | Pedro Almodóvar            |
| 2004 | Escuela de seducción          | Javier Balaguer            |
| 2003 | Noviembre                     | Achero Mañas               |
| 2001 | Sólo mía                      | Javier Balaguer            |
| 2001 | Gente pez                     | Jorge Iglesias             |
| 2001 | Salvajes                      | Carlos Molinero            |
| 2000 | El invierno de las anjanas    | Pedro Telechea             |
| 1999 | Nadie conoce a nadie          | Mateo Gil                  |
| 1998 | Allanamiento de morada        | Mateo Gil                  |
| 1995 | Entre rojas                   | Azucena Rodríguez          |
| 1976 | Colorín colorado              | José Luis García Sánchez   |

### Fernsehen
| Jahr      | Serie                               | Sender    | Rolle                  | Anmerkung     |
| --------- | ----------------------------------- | --------- | ---------------------- | ------------- |
| 1974–1976 | Cuentopos                           | La 1      | Mimos                  | 21 Episoden   |
| 1979–1980 | Barrio Sésamo                       | La 1      | Ángela                 | 3 Episoden    |
| 1989      | Brigada Central                     | La 1      | Asunción               | 1 Episode     |
| 1999      | Condenadas a entenderse             | Antena 3  | Fina                   | 10 Episoden   |
| 2001      | Periodistas                         | Telecinco | Suegro del Bígamo      | 1 Episode     |
| 2002      | Policías, en el corazón de la calle | Antena 3  |                        | 2 Episoden    |
| 2002      | Ana y los siete                     | La 1      | María                  | 1 Episode     |
| 2002      | Hospital Central                    | Telecinco | Quack Doctor           | 1 Episode     |
| 2003      | Código fuego                        | Antena 3  | Sagrario               | 2 Episoden    |
| 2007      | Los Serrano                         | Telecinco | Fernanda               | 1 Episode     |
| 2007      | C.L.A. No somos ángeles             | Antena 3  |                        | 1 Episode     |
| 2007–2009 | Herederos                           | La 1      | Teresa Galán           | 32 Episoden   |
| 2009      | La Señora                           | La 1      | Cándida                | 2 Episoden    |
| 2009–2010 | Amar en tiempos revueltos           | La 1      | Adela Giner            | 186 Episoden  |
| 2010      | La princesa de Éboli                | Antena 3  | Bernardina             | 2 Episoden    |
| 2010      | Todas las mujeres                   | TNT       | Amparo                 | 1 Episode     |
| 2011      | Los misterios de Laura              | La 1      | Margarita Sandi        | 2 Episoden    |
| 2012      | Toledo, cruce de destinos           | Antena 3  | Elvira                 | 13 Episoden   |
| 2012      | Carmina                             | Telecinco | Elena Linza            | 2 Episoden    |
| 2013      | Gran Reserva: El origen             | La 1      | Renata Ramos           | 18 episodios  |
| 2013–2014 | Vive cantando                       | Antena 3  | Mila                   | 2 Episoden    |
| 2014      | La que se avecina                   | Telecinco | Fina Palomares Pizarro | ¿? Episoden   |
| 2017      | Sé quién eres                       | Telecinco | Madre de Ezequiel      | 1 Episoden    |
| 2017      | La princesa Paca                    | La 1      | Francisca              | TV-Movie      |
| 2018      | Apaches                             | Antena 3  | Rosa                   | 2 episodios   |
| 2020      | Diarios de la cuarentena            | La 1      | Petra                  | 8 Episoden    |
| 2021      | Ver-Mú                              | Movistar+ | Ella misma             | Mitarbeiterin |

### Theater
- La señorita doña Margarita (2021)
- ¡Chimpón! Panfleto post mórtem (2015)
- La madre pasota (reposición de 2004) y Cosas nuestras de nosotros mismos (2012)
- Crazy love (2011)
- La señora Doña Margarita (2010; reposición de 1996)
- Ados@dos (2008)
- La madre pasota y La mujer sola (2005)
- Pareja abierta (2001)
- Clasycos (1998)
- La señora Doña Margarita (1996)
- Castañuela 90 (1996)
- Cantos para el final del milenio (1993)
- Para-lelos 92 (1989)
- La mujer burbuja (1987)
- Una mujer en la ventana (1985)
- El preceptor (1984)
- Perdona a tu pueblo Señor (1982)
- Ligazón (1981)
- Ahora no es de Leil (1979)
- La sangre y la ceniza (1976)
- Woyzeck (1975)
- Robinson Crusoe (1974)
- El retablillo de Don Cristóbal (1972)
- El retablo del flautista (1971)
- Castañuela 70 (1970)
- Noche de reyes (1967)

## Auszeichnungen
| Institution / Veranstaltung                            | Jahr | Film                   | Kategorie                                                       | Auszeichnung                     |
| ------------------------------------------------------ | ---- | ---------------------- | --------------------------------------------------------------- | -------------------------------- |
| Goya-Filmpreis                                         | 2021 | La vida era eso        | Beste Darstellerin                                              | nominiert                        |
| Unión de Actores                                       | 2018 | Petra                  | Beste Darstellerin                                              | nominiert                        |
| Unión de Actores                                       | 2012 | Mientras duermes       | Beste Darstellerin                                              | Gewinnerin                       |
| Unión de Actores                                       | 2088 | La soledad             | Beste Darstellerin                                              | Gewinnerin                       |
| Unión de Actores                                       | 2088 | Herederos              | Beste weibliche Nebenrolle                                      | Gewinnerin                       |
| Círculo de Escritores Cinematográficos                 | 2011 | Mientras duermes       | Beste weibliche Nebenrolle                                      | nominiert                        |
| Círculo de Escritores Cinematográficos                 | 2010 | Nacidas para sufrir    | Beste Darstellerin                                              | Gewinnerin                       |
| Premios Feroz                                          | 2022 | La vida era eso        | Beste Darstellerin                                              | nominiert                        |
| Filmfestival von Málaga                                | 2012 | Libre directo          | Biznaga de plata für die beste Darstellerin im Bereich Kurzfilm | Gewinnerin                       |
| Filmfestival von Málaga                                | 1998 | Allanamiento de morada |                                                                 | ehrende Erwähnung                |
| Europäisches Filmfestival von Sevilla                  | 2021 | La vida era eso        | Beste Darstellerin                                              | nominiert                        |
| Filmfestival von Alicante                              | 2011 | El barco pirata        | Beste Darstellerin im Bereich Kurzfilm                          | Gewinnerin                       |
| Filmfestival von Alcalá de Henares: Premio Caja Madrid | 1998 | Allanamiento de morada | Beste Darstellerin                                              | Gewinnerin                       |
| Kurzfilm-Festival von Villamayor                       | 2012 | Libre directo          | Beste Darstellerin                                              | Gewinnerin                       |
| Filmfestival von Astorga                               | 2012 | Libre directo          | Beste Darstellerin                                              | Gewinnerin                       |
| Kurzfilm-Festival Pilas en Corto                       | 2012 | Libre directo          | Beste Darstellerin                                              | Gewinnerin                       |
| Spanisches Film-Festival von Cáceres                   | 2017 |                        | Premio de San Pancracio de Honor                                | Premio de San Pancracio de Honor |
| Asociación Amigos del Teatro                           | 2018 |                        | Preis für ihr Lebenswerk                                        | Preis für ihr Lebenswerk         |
| Premio María Guerrero der Stadt Madrid                 | 2006 | La mujer sola          | La mujer sola                                                   | La mujer sola                    |
| Goldene Verdienstmedaille für die schönen Künste       | 2011 |                        | Für ihr Ensemble Uroc Teatro                                    | Für ihr Ensemble Uroc Teatro     |